# Queen's Park (stanice metra v Londýně)
Queen's Park je stanice metra v Londýně, otevřená 2. června 1879 jako Queen's Park (West Kilburn). V prosince 1954 dostala stanice současné jméno. Autobusové spojení zajišťují linky: 6, 36, 187, 206 a 316. Stanice se nachází v přepravní zóně 2 a leží na lince:
- Bakerloo Line mezi stanicemi Kilburn Park a Kensal Green.
- Overground

V roce 2018 by měla přibýt linka National Rail.
| Rok  | Počet cestujících |
| ---- | ----------------- |
| 2011 | 5,53 mil          |
| 2012 | 5,41 mil          |
| 2013 | 5,58 mil          |
| 2014 | 5,84 mil          |